# Aspach (Alta Áustria)
Aspach é um município da Áustria localizado no distrito de Braunau am Inn, no estado de Alta Áustria.